# NGC 2388
NGC 2388 è una galassia a spirale situata nella costellazione dei Gemelli, a una distanza di circa 206 milioni di anni luce dalla nostra Via Lattea.

## Scoperta
La galassia è stata scoperta il 4 febbraio 1793 dall'astronomo britannico di origine tedesca William Herschel.

## Descrizione
NGC 2388 presenta una larga riga a 21 cm dell'idrogeno neutro. La galassia presenta emissioni nell'infrarosso per cui è classificata come LIRG (Luminous infrared galaxy, Galassia luminosa all'infrarosso).
La luminosità di NGC 2388 nell'infrarosso lontano (da 40 a 400 µm) è uguale a 1,26 x 1011 {\displaystyle L_{\odot }} (1011,08 {\displaystyle L_{\odot }}), mentre la sua luminosità totale nell'infrarosso (da 8 a 1000 µm) è di 1,70 x 1011 {\displaystyle L_{\odot }} (1011,23 {\displaystyle L_{\odot }}).
Nelle immagini, NGC 2388 e NGC 2389 appaiono molto ravvicinate nella stessa regione di cielo e si trovano a una distanza simile dalla nostra Via Lattea. È quindi ragionevole pensare che esse formino una coppia di galassie in interazione gravitazionale reciproca.

## Supernova
Il 13 febbraio 2015, all'interno di NGC 2388 è stata scoperta la supernova SN 2015U da Yuk, Zheng e Filippenko nel corso del programma LOSS (Lick Observatory Supernova Search) dell'Osservatorio Lick. La supernova è stata clessificata di tipo Ibn..